# Triplectides wardi
Triplectides wardi là một loài Trichoptera trong họ Leptoceridae. Chúng phân bố ở miền Australasia.